# Trisetum burnoufii
Trisetum burnoufii là một loài thực vật có hoa trong họ Hòa thảo. Loài này được Req. ex Parl. miêu tả khoa học đầu tiên năm 1850.